# Вайнштейн, Осип Львович
О́сип Льво́вич Вайнште́йн (24 ноября (6 декабря) 1894, Бендеры, Бессарабская губерния — 27 июля 1980, Ленинград) — советский историк-медиевист, историограф. Доктор исторических наук (1940), профессор, заведующий кафедрой истории Средних веков ЛГУ в 1935—1950 годах. Кавалер ордена «Знак Почёта» (21.02.1944).

## Биография
Родился в Бендерах в семье банковского служащего Лейба Гершовича (Льва Григорьевича) Вайнштейна (1854—1932) и Леи Зельмановны (Елизаветы Соломоновны) Рафалович (1866—?). В 1900 году семья перебралась в Одессу, где отец устроился приказчиком при хлебном складе Петроградского банка. После окончания с отличием I одесского казённого еврейского училища в 1911 году поступил в частную мужскую гимназию М. М. Иглицкого (с 1912 года гимназия И. Р. Рапопорта), которую окончил с золотой медалью и в 1918 году Новороссийский университет (ученик Бицилли); преподавал в нём. Одновременно с учёбой преподавал историю и латинский язык в гимназиях Ф. Я. Менчиковского и А. Г. Гефтера, а после 1917 года в трудовых школах.
В 1920—1925 годах вёл курс истории в еврейском секторе факультета социального воспитания Одесского института народного образования. В 1930—1933 годах был доцентом Одесского института профессионального образования, в 1933—1935 годах — доцентом Одееского государственного университета.
В 1935—1950 годах был профессором и заведующим основанной в 1934 году кафедрой истории средних веков Ленинградского университета. Одновременно — директор Научной библиотеки ЛГУ. Уволен с кафедры в ходе кампании против «безродных космополитов» с формулировкой «ввиду сокращения работы кафедры и отсутствия поручений на 1951—52 учебный год».
Возглавил кафедру истории в новообразованном Киргизском государственном университете во Фрунзе. С 1955 года — старший научный сотрудник Ленинградского отделения института истории АН СССР.
Занимался главным образом историографией средних веков и другими вопросами медиевистики. Автор учебных пособий для студентов исторических факультетов. В 1940 году выпустил первый в истории отечественной медиевистики учебник по историографии истории Средних веков, хотя и подвергшийся критике, но длительное время остававшийся единственным учебником по историографии, впоследствии даже переиздававшимся. Как отмечает В. П. Митрофанов, его обобщающая работа о советской медиевистике 1917—1966 годов, опубликованная в 1968 году, в значительной мере идеологизирована. Он был «весьма ортодоксальным и эрудированным советским историком», отмечает Владимир Рыжковский.